# Onitis lamnifer
Onitis lamnifer là một loài bọ cánh cứng trong họ Bọ hung (Scarabaeidae).